# Juanan
Juan Antonio González Fernández, ismertebb nevén Juanan (Palma de Mallorca, 1987. április 27. –) spanyol labdarúgó, aki jelenleg a Bengaluru FC játékosa.
Spanyolországban megfordult profi játékosként a Deportivo de La Coruña és a Real Madrid Castilla csapatánál. Németországban a Fortuna Düsseldorf játékosa volt két évig.

## Pályafutása
Juanan három ifjúsági klubban szerepelt. A RCD Mallorca csapatánál a 17-18 évesek között szerepelt. 2006-ban aláírt a Deportivo de La Coruña együtteséhez, de csak 2007-ben a tartalékcsapatban debütált, ahol 3 idényt töltött el. 2009. február 26-án a felnőttek között az UEFA-kupában az Aalborg BK ellen debütált, amikor is a 69. percben váltotta Filipe Kasmirskit.
2009-ben csatlakozott a Real Madrid Castilla együtteséhez. 2 év alatt alapemberre lett csapatának, de a Real Madridba nem sikerült feljutnia. Első évében 23 bajnokin szerepelt, majd a második szezonjában mind a 29 mérkőzésen kezdőként lépett pályára.
2011-ben Németországba igazolt a Fortuna Düsseldorf csapatához. 2011. július 24-én debütált a SC Paderborn 07 csapata ellen a 86. percben állt be Ken Ilsø helyett a Bundesliga 2-ben. Szeptember 16-án a Erzgebirge Aue ellen szerezte meg eső bajnoki gólját a Düsseldorf színeiben. Októberben a német labdarúgókupában is debütált az 1860 München ellen. December 16-án megszerezte második bajnoki találatát az SC Paderborn 07 ellen. A szezon végén rájátszásban feljutottak a Bundesligába. A 2012-13-as szezonban 15 bajnokin lépett pályára és 13 alkalommal kezdő játékosként. Februárban sérülés miatt csak májusban térhetett vissza a pályára. A szezon végén kiestek az első osztályból.
2013. augusztus 15-én a magyar Újpest FC hivatalos honlapján tette közzé, hogy szerződtette a német másodosztályban érdekelt Fortuna Düsseldorf spanyol védőjét. 2015. június 30-ig érvényes szerződést írt alá Juanan a lila-fehérekhez.

## Sikerei, díjai
- Újpest FC
  - Magyar kupa: 2013–14
- Bengaluru
  - Federation Cup: 2016–17